# Wegebek
Der Wegebek ist ein Nebenfluss der Stör im Naturpark Aukrug in Schleswig-Holstein.
Der Fluss hat eine Länge von ca. 7,5 km, entspringt nördlich von Wiedenborstel im Hennstedter Holz und mündet südöstlich von Fitzbek in die Stör. Der Unterlauf ab dem Fitzbeker Mühlenteich wird auch als Mühlenbach bezeichnet.

## Bilder

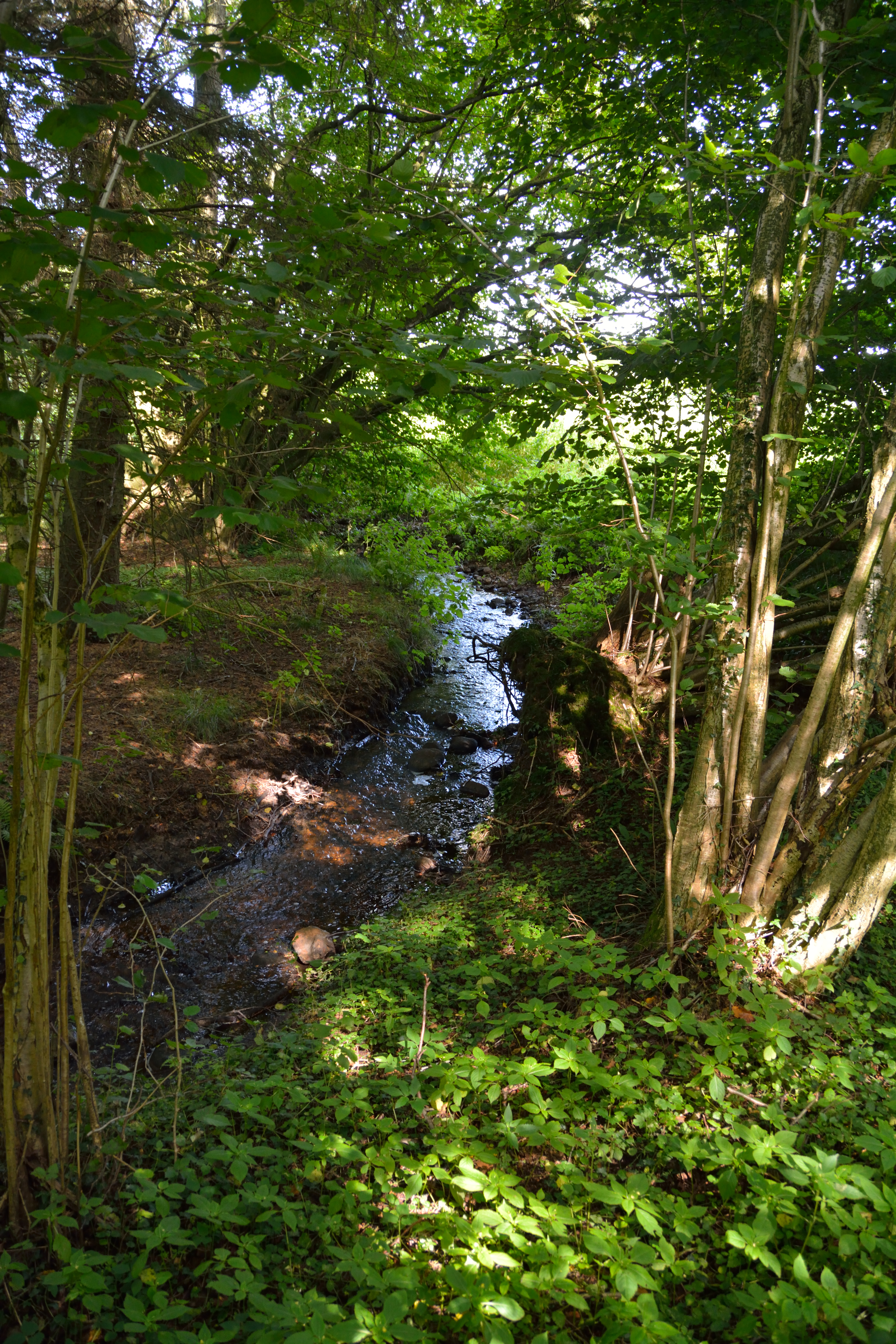
Wegebek nahe der Quelle
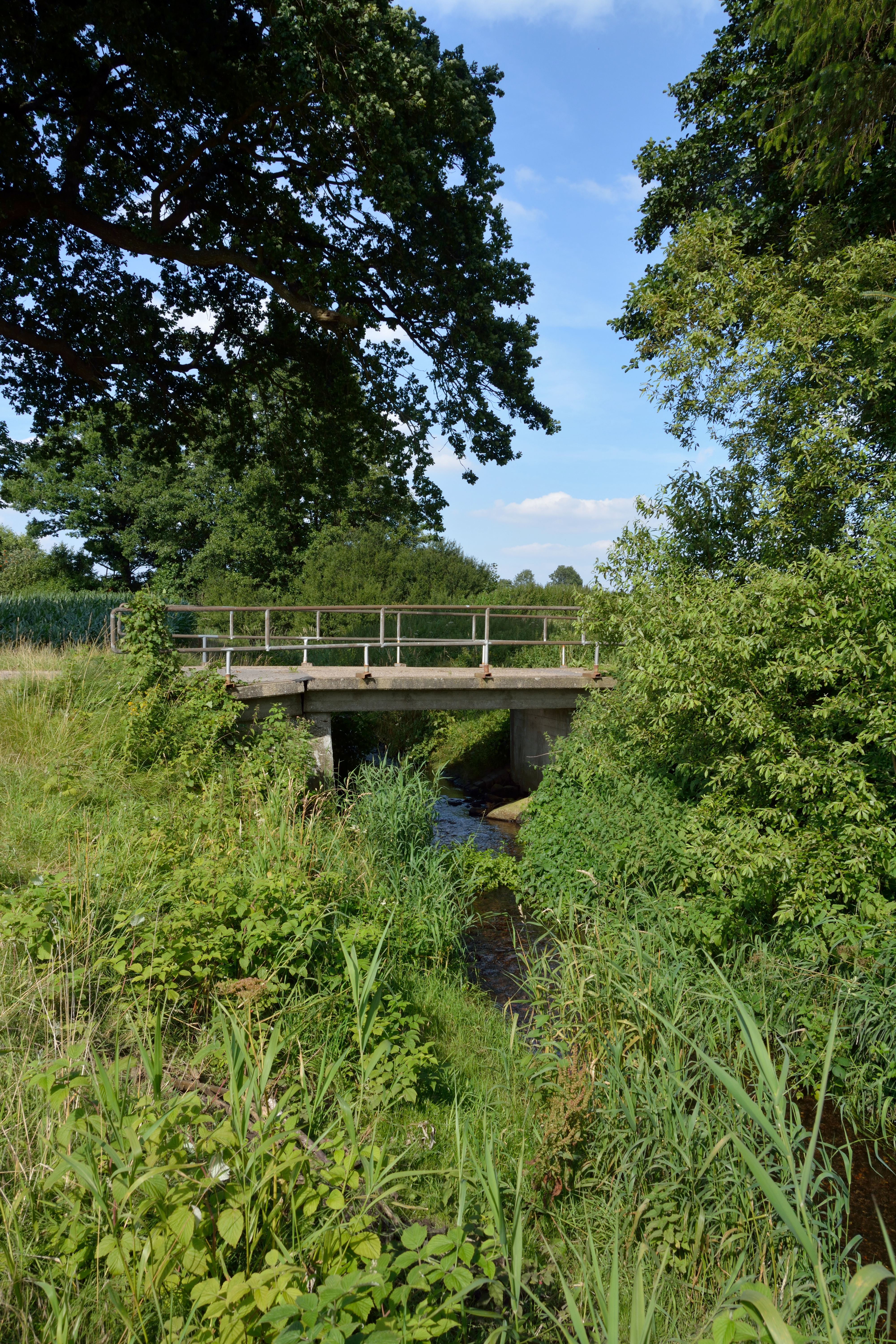
Brücke in Sarlhusen
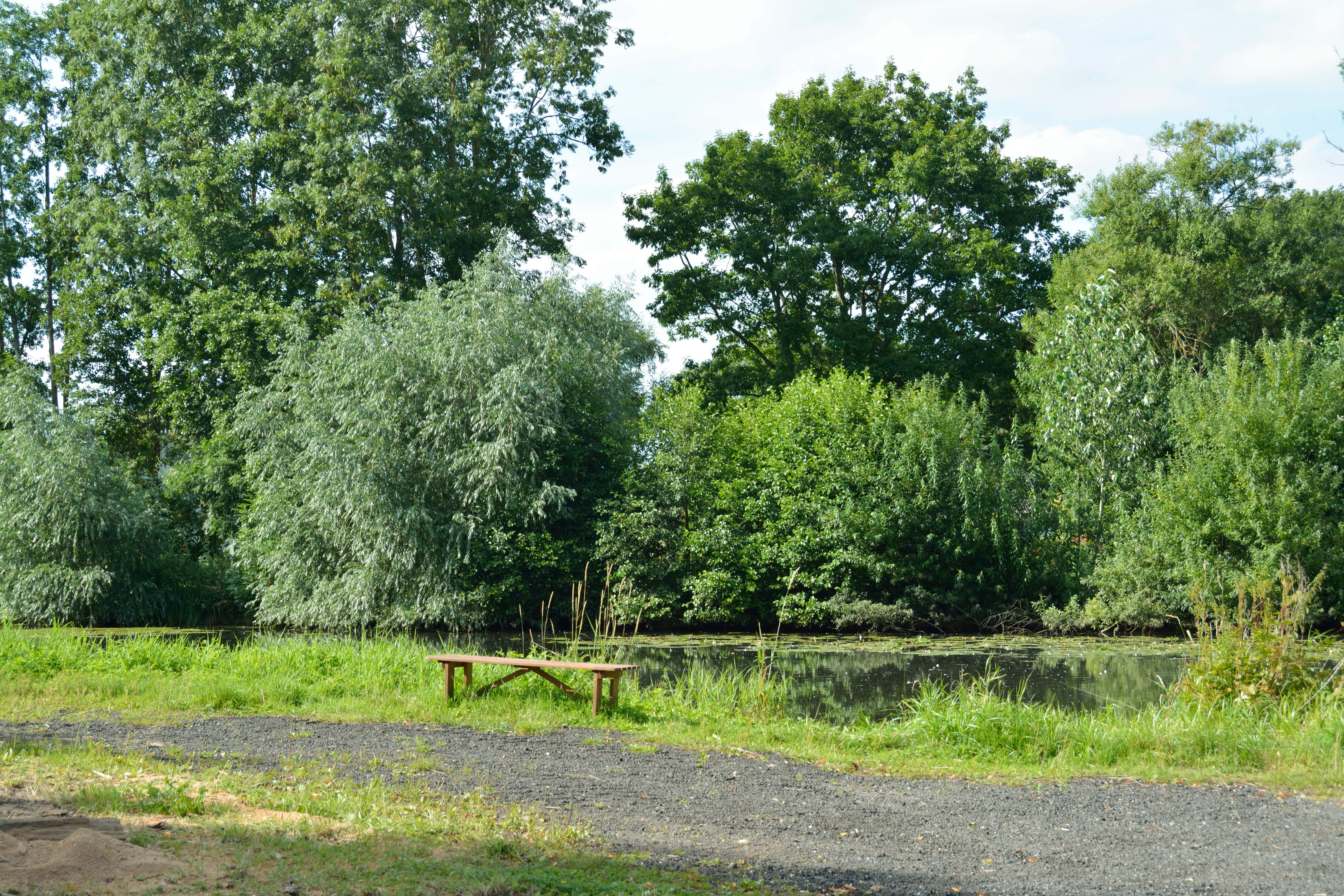
Mühlenteich in Fitzbek
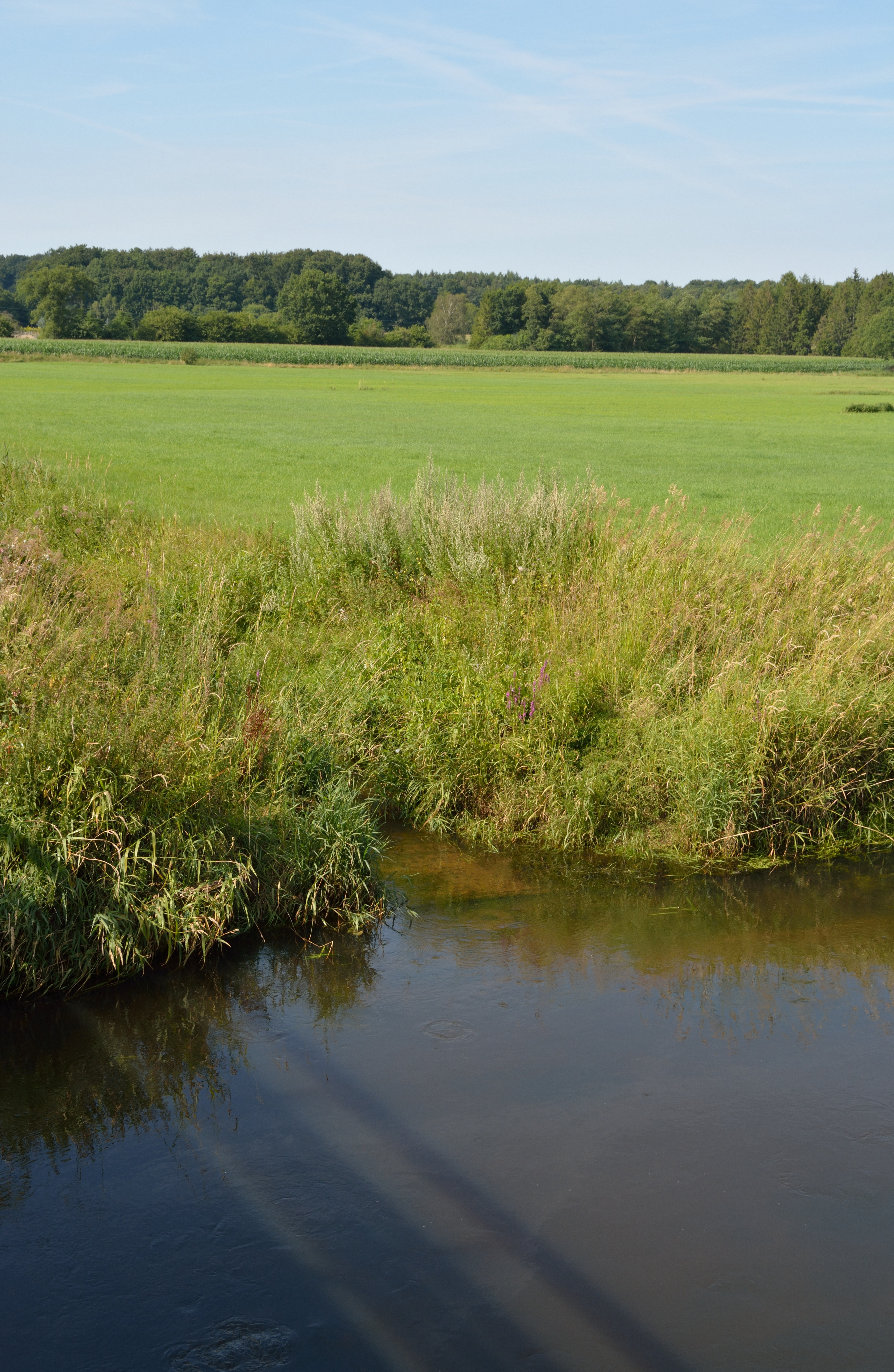
Mündung neben der Pionierbrücke in die Stör